# Marcel L'Herbier
Marcel L'Herbier (Parijs, 23 april 1888 – Parijs, 26 november 1979) was een Frans filmregisseur en scenarioschrijver.
Marcel L'Herbier was een grote Franse filmmaker. Zijn bekendste films zijn El dorado uit 1921 en L'inhumaine uit 1924. Hij gaf vaak lezingen in de ciné-club beweging en schreef "filosofische" essays over film. Zijn essay, Le Cinématographe et l'espace werd gepubliceerd in deel 4 van L'art cinématographique (1927).
L'Herbier was de grondlegger van het Institut des Hautes Etudes Cinématographiques (IDHEC) in 1943. Dit instituut werd betaald door de Franse regering en gaf training in alle aspecten rondom film, zoals geschiedenis, theorie en kritiek.
Na de oorlog groeide de reputatie van het instituut. Onder zijn alumni zijn dan ook bijvoorbeeld Louis Malle, Volker Schlöndorff, Nelson Pereira dos Santos en Costa-Gavras.
Hij was getrouwd met Marcelle Pradot.

## Biografie
Marcel L'Herbier werd geboren in Parijs, waar hij na het voortgezet onderwijs aan de school van St. Stanislas, eerst rechten deed voordat hij bij de Sorbonne studeerde. Na het behalen van de diploma's hield hij zich met poëzie en literatuur bezig en dan vooral Oscar Wilde, Villiers de L'Isle-Adam, Friedrich Nietzsche en Maurice Barrès.
L'Herbiers eerste boek, ...Au jardin des jeux secrets, werd uitgegeven in 1914. Zijn volgende publicatie vond plaats in 1917 met het toneelstuk L’Enfantement du mort, miracle en pourpre, noir et or. Dit was een esthetisch protest tegen de oorlog. In 1919 werd het voor het eerst op het toneel gezet in het "Théâtre Édouard VII", geregisseerd door L'Herbier zelf en met Art et Action. Art et Action was een vrije theatergroep, geleid door Edouard Autant en Louise Lara, de ouders van Claude Autant-Lara waarvan onder anderen Eve Francis lid was (zij was een beroemde tragédienne en Paul Claudels muze. L'Herbier componeerde ook muziek, een van zijn voorbeelden was Claude Debussy.
Tijdens de Eerste Wereldoorlog diende hij in de afdeling van het leger die voor films zorgde. Hij werd geraakt door film als medium, door het zien van de afschuwelijke beelden die van het front terugkwamen. L'Herbier schreef meerdere toneelstukken voordat hij Phantasmes ging regisseren, een film die niet werd afgemaakt. Hierna regisserde hij Rose-France, een overdadig en choquerend gedicht dat verfilmd werd als een vreemde symbolistische collage. Zijn experimenten met speciale effecten en de samenwerking met de acteur Jaque Catelain begonnen in deze film. L'Herbier kreeg door zijn beheersing van de film als medium een contract voor twee jaar met het filmbedrijf Gaumont. In de loop van de jaren '20 regisseerde hij 13 stomme films waarvan geen enkele hetzelfde thema of structuur heeft als de andere.
Hij had hierdoor veel invloed in de ontwikkeling van de Franse avant-garde films. Zijn experimentele films beïnvloedden bijvoorbeeld de regisseurs Alberto Cavalcanti en Claude Autant-Lara. L'Herbier leek zijn creativiteit te verliezen met de komst van de geluidsfilm, de films gingen meer op alle andere films lijken en de kwaliteit ging ook van uitstekend naar gemiddeld. Ongeveer in 1954 ging hij voor de televisie regisseren.

## Curriculum Vitae

### Stomme films
- 1918 - Rose France, regisseur
- 1918 - Phantasmes, regisseur
- 1919 - Le Bercail, regisseur
- 1920 - Le Carnaval des vérités, regisseur
- 1920 - L'Homme Du Large, regisseur / scenarioschrijver
- 1920 - Villa Destin, regisseur
- 1921 - El dorado, regisseur / scenarioschrijver / editor
- 1921 - Prométhée … Banquier, regisseur (medium lengte film)
- 1922 - Don Juan et Faust, regisseur
- 1923 - Résurrection, regisseur (niet afgemaakt)
- 1923 - L'inhumaine, regisseur / scenarioschrijver
- 1925 - Feu Mathias Pascal, regisseur / scenarioschrijver
- 1926 - Le Vertige, regisseur
- 1927 - Le Diable au cœur, regisseur
- 1928 - Nuits de Princes, regisseur
- 1928 - L'Argent, regisseur / scenarioschrijver

### Overige films
- 1930 - La Femme D'Une Nuit, regisseur
- 1930 - Le Parfum de la Dame En Noir, regisseur
- 1930 - L'Enfant De L'Amour, regisseur
- 1931 - Le Mystère De La Chambre Jaune, regisseur
- 1933 - La Donna D'una Notte[Italiaanse Versie], regisseur
- 1933 - L'Epervier, regisseur (met Jean Marais)
- 1934 - L'Aventurier, regisseur (met Jean Marais)
- 1934 - Le Scandale, regisseur
- 1935 - Le Bonheur, regisseur (met Jean Marais)
- 1935 - La Route Imperiale, regisseur
- 1936 - Les Hommes Nouveaux, regisseur (met Jean Marais)
- 1936 - La Porte Du Large, regisseur
- 1936 - Veille D'Armes, regisseur
- 1937 - La Citadelle Du Silence, regisseur
- 1937 - Forfaiture, regisseur
- 1937 - Nuits De Feu, regisseur
- 1937 - La Tragedie Imperiale, regisseur
- 1938 - Sacrifice d'Honneur, regisseur / scenarioschrijver
- 1938 - Adrienne Lecouvreur, regisseur
- 1938 - Terre De Feu, regisseur
- 1939 - Rasputin, regisseur
- 1939 - La Mode Revee, regisseur
- 1939 - First Film Concert, regisseur
- 1939 - Entente Cordiale, regisseur
- 1940 - La Comedie Du Bonheur, regisseur
- 1940 - The Living Corpse, regisseur / scenarioschrijver
- 1941 - Histoire de Rire, regisseur
- 1942 - La Nuit Fantastique, regisseur / scenarioschrijver
- 1942 - La Vie de Bohème, regisseur
- 1942 - L'Honorable Catherine, regisseur
- 1945 - L'Affaire Du Collier De La Reine, regisseur
- 1945 - Au Petit Bonheur, regisseur
- 1947 - La Revoltee, regisseur
- 1948 - Savage Brigade, regisseur
- 1948 - Les Derniers Jours De Pompei, regisseur
- 1953 - Pere De Mademoiselle, regisseur / scenarioschrijver